# كريتسا
كريتسا (Κριτσά) هي مدينة في لاسيثي في اليونان.